# 海の底 (映画)
『海の底』（うみのそこ、Seas Beneath）は、1931年のアメリカ映画。『大海の底』（たいかいのそこ）という邦題もある。
第一次世界大戦終結間近の1918年の大西洋を舞台に、ドイツ軍のUボートと、それを誘き寄せるアメリカ海軍の偽装船との激しい攻防を描く。

## キャスト
- ロバート（ボブ）・キングスリー海軍少佐 - ジョージ・オブライエン： 偽装船艦長。
- アンナ・マリー・フォン・シュトイベン - マリオン・レッシング： ドイツ軍の女スパイ。ボブを誘惑する。
- ロリータ - モナ・マリス： 酒場の歌手でダンサー。ドイツ軍の女スパイ。
- リチャード・キャボット少尉 - ゲイロード・ペンドルトン： 偽装船乗組員。ロリータに騙され正体が暴かれる。
- エルンスト・フォン・シュトイベン大佐 - ヘンリー・ヴィクター： Uボート艦長。アンナ・マリーの兄。
- フランツ・シラー大尉 - ジョン・ローダー： ドイツ軍将校。アンナ・マリーの恋人。

## その他
ドイツ語のシーンではキーとなる会話部分にだけ英語での字幕が表示される。ただし、画面に被せる「スーパーインポーズ 」ではなく、サイレント映画のような黒背景に白文字の画面が挿入される。